# Sheila Abdus-Salaam
Sheila Abdus-Salaam, född Turner den 14 mars 1952 i Washington, D.C., död 12 april 2017 i New York, var en amerikansk jurist och domare i delstaten New Yorks Högsta domstol. Hon var den första svarta kvinnan att utses till det ämbetet.

## Biografi
Sheila Abdus-Salaams förfäder var slavar på ett plantage i Virginia, strax utanför Washington. Som ett av sju syskon växte hon upp under enkla omständigheter i Washington DC. Hon tog sin juristexamen 1977 på Columbia Law School i New York. Hon inledde sin karriär som offentlig försvarare i Brooklyn där hon företrädde personer som inte hade råd med advokater. År 2013 utsågs hon av New Yorks guvernör Andrew Cuomo till domare i New Yorks Högsta domstol. Som domare blev hon känd för sina liberala sympatier och tog ofta ställning för de utsatta grupper, för svarta och etniska minoriteter i New York.
Hon hittades död i Hudsonfloden i New York efter att hennes make anmält henne som saknad.